# Lichenophanes varius
Lichenophanes varius là một loài bọ cánh cứng trong họ Bostrichidae. Loài này được Illiger miêu tả khoa học năm 1801.